# Chersotis guberlae
Chersotis guberlae là một loài bướm đêm trong họ Noctuidae.